# Estación de Martorell Vila-Castellbisbal
Martorell Vila | Castellbisbal (antes del 2009, Martorell-Vila) es un apeadero ferroviario suburbano de las líneas S4 y S8 de la línea Llobregat-Anoia de FGC situada en el término municipal de Castellbisbal junto al Puente del Diablo de Martorell y bajo el viaducto por el que cruza la AP-7 y el río Llobregat. Da servicio al barrio de la Vila de Martorell (que da el nombre a la estación), y también sirve a las urbanizaciones de Can Santeugini y Costablanca de Castellbisbal.

## Situación ferroviaria
La estación se encuentra en el punto kilométrico 26,34 de la línea férrea de ancho métrico Magoria-Martorell, a 67 metros de altitud. El kilometraje se inicia en el emplazamiento de la estación primigenia de Magoria. El tramo es de vía doble y está electrificado.

## Historia

### Orígenes
En 1908 la compañía Camino de Hierro del Nordeste de España (NEE) inició la construcción del ferrocarril de Barcelona a Martorell, estando a finales de 1911 las obras casi finalizadas.
La estación se inauguró el 29 de diciembre de 1912, junto con de la línea del carrilet entre Magoria y Martorell-Central de ancho métrico. Las obras corrieron a cargo de la compañía ferroviaria Camino de Hierro del Nordeste de España (NEE), buscando la unión de Barcelona con Igualada y Manresa a través de Martorell, todo él en superficie. Esto permitió la explotación de la línea para transporte de viajeros desde Barcelona a Martorell e Igualada y a todas las poblaciones que ya servían los tramos inaugurados en el siglo XIX y el nuevo tramo entonces inaugurado, al conectarse las vías del Ferrocarril Central Catalán (CC) entre Igualada y Martorell con las del ferrocarril de Barcelona a Martorell del Camino de Hierro del Nordeste de España (NEE), iniciando el transbordo en Martorell-Enlace desde el 1 de septiembre de 1913.
En 1914 NEE entró en crisis por la liquidación del principal apoyo de la compañía, el Banco Franco-Americano. El estallido de la Primera Guerra Mundial también trajo problemas a la compañía, ya que tenía su sede en Bélgica. Debido a los problemas de explotación en los tres ferrocarriles del valle del Llobregat, se iniciaron los trámites de fusión de las compañías existentes mediante la creación de una nueva entidad. 
En 1919 se creó la Compañía General de Ferrocarriles Catalanes S.A.(CGFC), llamada a menudo Ferrocarrils Catalans. Ésta comenzó la explotación de la línea, iniciando el proceso de fusión. Los accionistas de los Ferrocarriles Catalans (CGFC) adquirieron el capital de NEE, que transfirió la concesión del ferrocarril a CGFC con la disolución final de NEE. Igualmente esto se tradujo en la venta de la mayoría de las acciones de CC a CGFC, que finalmente compró la totalidad de la compañía en 1921 y disolvió la Compañía del Ferrocarril Central Catalán (CC).
En 1922 la estación próxima de Martorell-Empalme se convertía en el punto de partida de una nueva línea de vía estrecha que uniría Martorell con Manresa, suponiendo el punto de bifurcación de las ramas hacia Igualada y Manresa. aunque hasta el 22 de agosto de 1924 no se abrió al tráfico de viajeros el tramo final entre Monistrol de Montserrat y Manresa Las obras corrieron a cargo de CGFC, que ya había adquirido los derechos sobre la línea.
El 27 de mayo de 1926 se abrió la actual estación subterránea de Barcelona-Plaza España que acercó a Martorell al centro de Barcelona. El 26 de noviembre del mismo año, se construyó un ramal desde San Baudilio que lo conectaba con el Puerto de Barcelona, aumentando el carácter industrial de la línea.

### Guerra Civil, decadencia y transferencia a FEVE
El estallido de la Guerra Civil en 1936 dejó la estación en zona republicana, el CGFC es colectivizado y administrado por un comité de trabajadores de la UGT y de la CNT, haciéndose cargo de la situación ante la huida de dirigentes y consejeros. Ante la nueva situación el gobierno republicano, que ya se había incautado de las grandes compañías ferroviarias mediante un decreto de 3 de agosto de 1936, permitió que en la práctica el control recayera en comités de obreros y ferroviarios. Con la llegada de las tropas sublevadas a Cataluña en 1939, CGFC toma de nuevo el control de la empresa. Durante los combates en la Guerra Civil muchas de las secciones, instalaciones y materiales se encontraban en mal estado y algunos no llegaron a ser rehabilitados. 
No sería hasta finales de los años cincuenta cuando se inició una tímida modernización con la introducción de las primeras unidades diésel, pero sería necesario esperar hasta el Plan de Modernización (1963) para comenzar una renovación a fondo de la red. De esta época datan las electrificaciones como entre Pallejá y Martorell, que fue el correspondiente a esta estación (1968).
La crisis económica de mediados de los años setenta y el aumento de los déficits de explotación llevaron a la CGFC a solicitar ayudas estatales, que le fueron concedidas el 3 de diciembre de 1976 en forma de subvención. Finalmente, sin embargo, siendo incapaz de enderezar la situación, pidió el rescate avanzado de las concesiones, que pasaron a manos de la empresa pública FEVE el 1 de enero de 1977.
FEVE, como venía haciendo habitualmente desde años atrás, estudió el cierre de parte de las líneas, especialmente las más degradadas y con un mayor déficit de explotación. Estuvo a punto de ser cerrado el tramo entre Martorell-Enlace e Igualada, y también el tramo entre la Plaza España de Barcelona y L'Hospitalet de Llobregat.

### Creación de FGC y mejoras
Tras el restablecimiento de la Generalidad de Cataluña, un Real Decreto del 28 de julio de 1978 le transfirió las competencias en materia de transporte, haciéndose cargo de la explotación del Carrilet desde el 2 de noviembre, de manera transitoria desde la Consejería de Política Territorial y Obras Públicas.
Ferrocarriles de la Generalidad de Cataluña (FGC) se constituyó el 5 de septiembre de 1979 para gestionar la explotación de varias líneas históricas transferidas por el Gobierno de España a la Generalidad de Cataluña, y se considera heredera de las compañías de los Ferrocarriles Catalanes (Línea Llobregat-Anoia) y Ferrocarriles de Cataluña-FCC (Línea Barcelona-Vallés). FGC implantó una serie de mejoras en las líneas que gestionaba, en la década de 1990 los dos gobiernos firmaron un convenio para financiar infraestructuras de transporte y FGC constituyó el llamado "Metro del Baix Llobregat". Entre 1996 y 1999 entraron en servicio los trenes de la serie 213, retirándose de la circulación comercial regular los últimos trenes de viajeros diésel, que tenían destino final Igualada.
En el año 2005 se finalizaba la variante de trazado en doble vía de la línea entre Martorell-Vila y Martorell-Enlace para permitir el paso de la línea de alta velocidad. En 2007 se completó la doble vía entre Barcelona y Martorell. En enero de 2008 circulaba el primer tren de mercancías entre la Seat de Martorell y el Puerto de Barcelona.

## La estación[1]
La estación, a pesar del nombre, está situada en el término de Castellbisbal y junto al Puente del Diablo, rodeada de puentes viarios. La estación se remodeló integralmente en el año 2007 y actualmente dispone de dos vías con andenes laterales de 125 metros de longitud. El acceso a la estación se realiza por un paso inferior con entrada desde la C-243c, donde hay un pequeño vestíbulo donde hay una máquina expendedora de billetes y los controles de acceso. El ingreso a los dos andenes se realiza a través del paso inferior que está dividido por la mitad de manera que sirve tanto de entrada a los andenes como de comunicación entre el núcleo urbano de Martorell y la urbanización de Costablanca. El enlace entre el paso inferior y los andenes se realiza a través de escaleras convencionales y dos ascensores. La salida a los andenes se realiza protegida por una marquesina con cubierta de hormigón que cubre asimismo un tramo de andén. 
El antiguo edificio de viajeros de Martorell-Vila se conserva y está situado a la derecha de las vías (mirando sentido Martorell-Enlace), aunque no paran los trenes frente a él, sino en las marquesinas. Hoy en día acoge varias dependencias e instalaciones. En este edificio hay situado un lavabo de acceso público.
Dispone de aparcamiento para bicicletas.

## Galería de imágenes

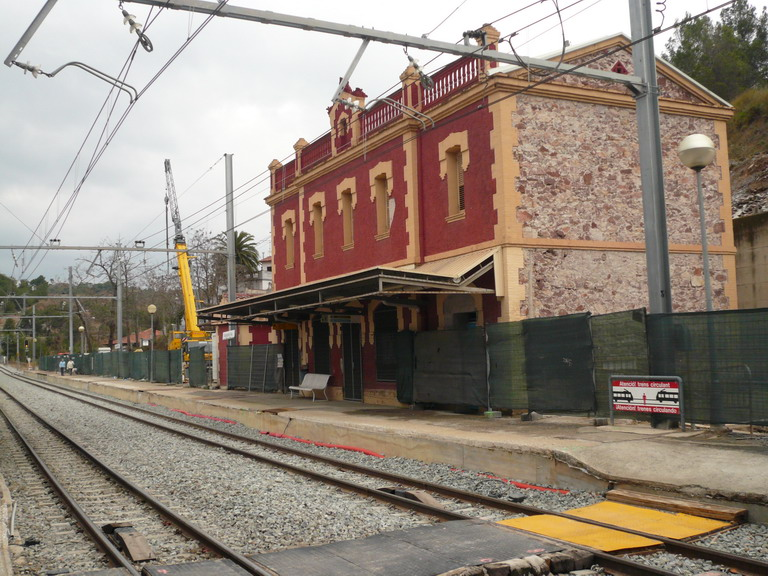
Martorell-Vila en obras, en febrero de 2007
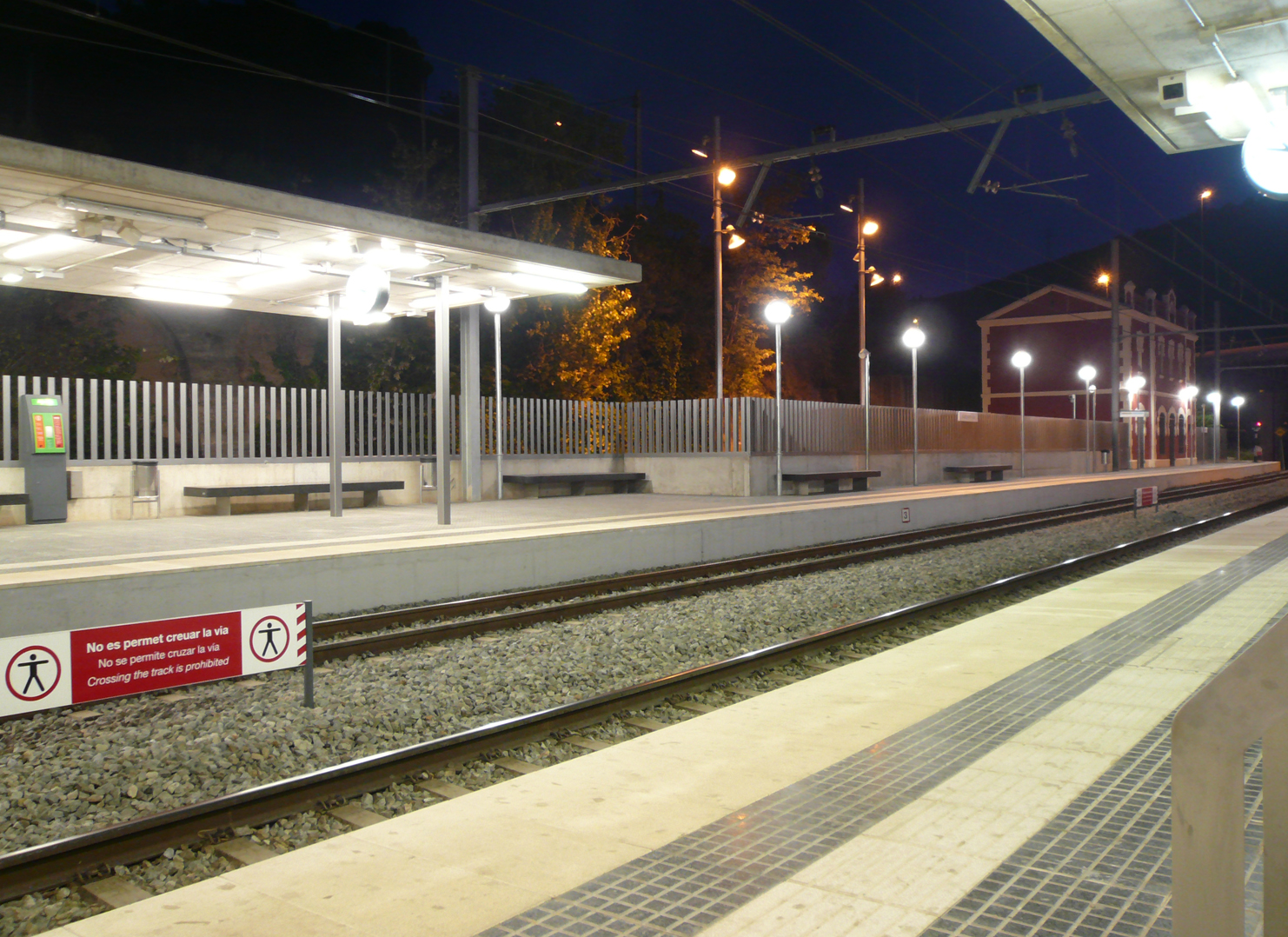
La estación en 2008 ya reformada
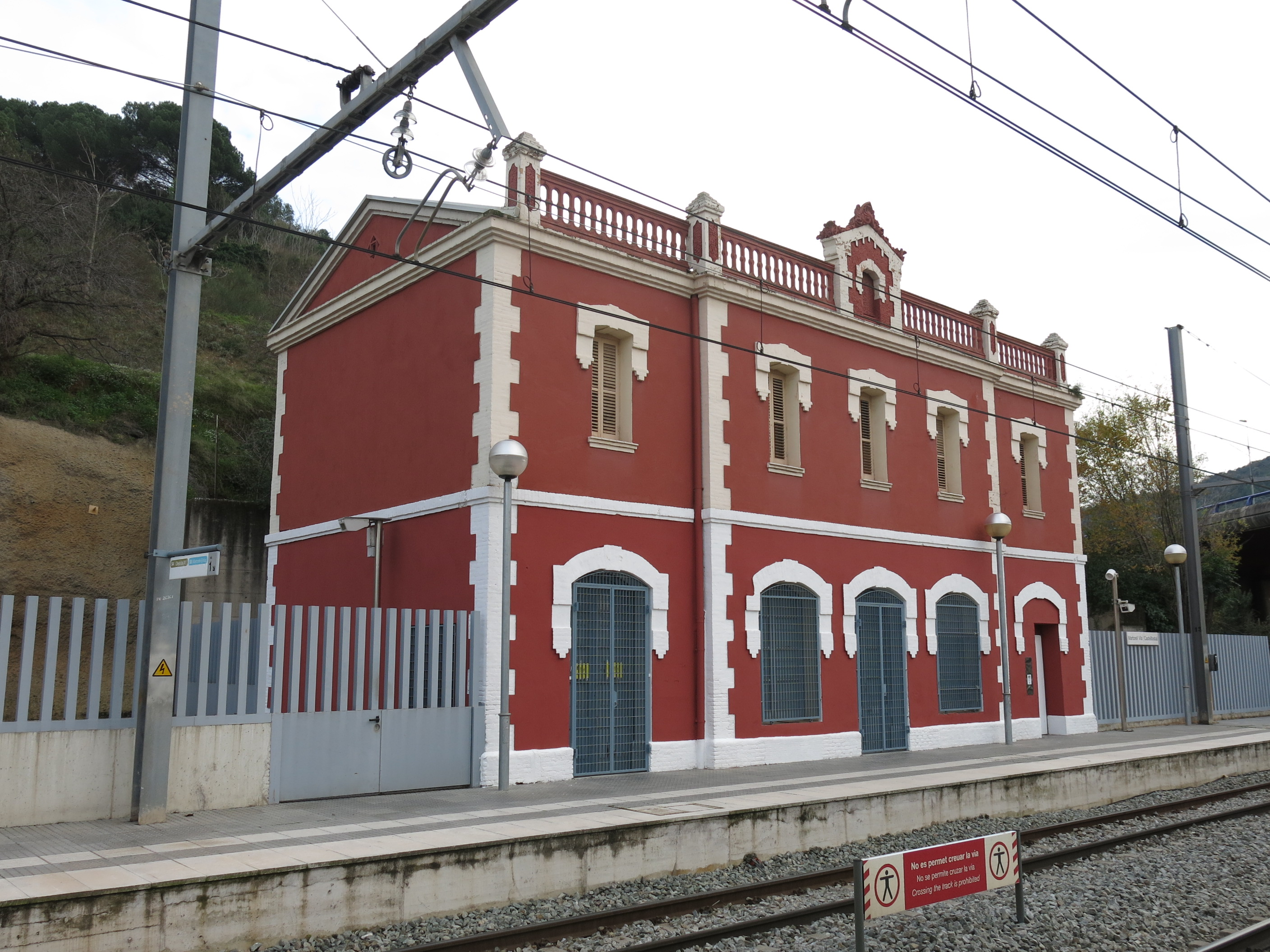
El edificio de viajeros en 2018
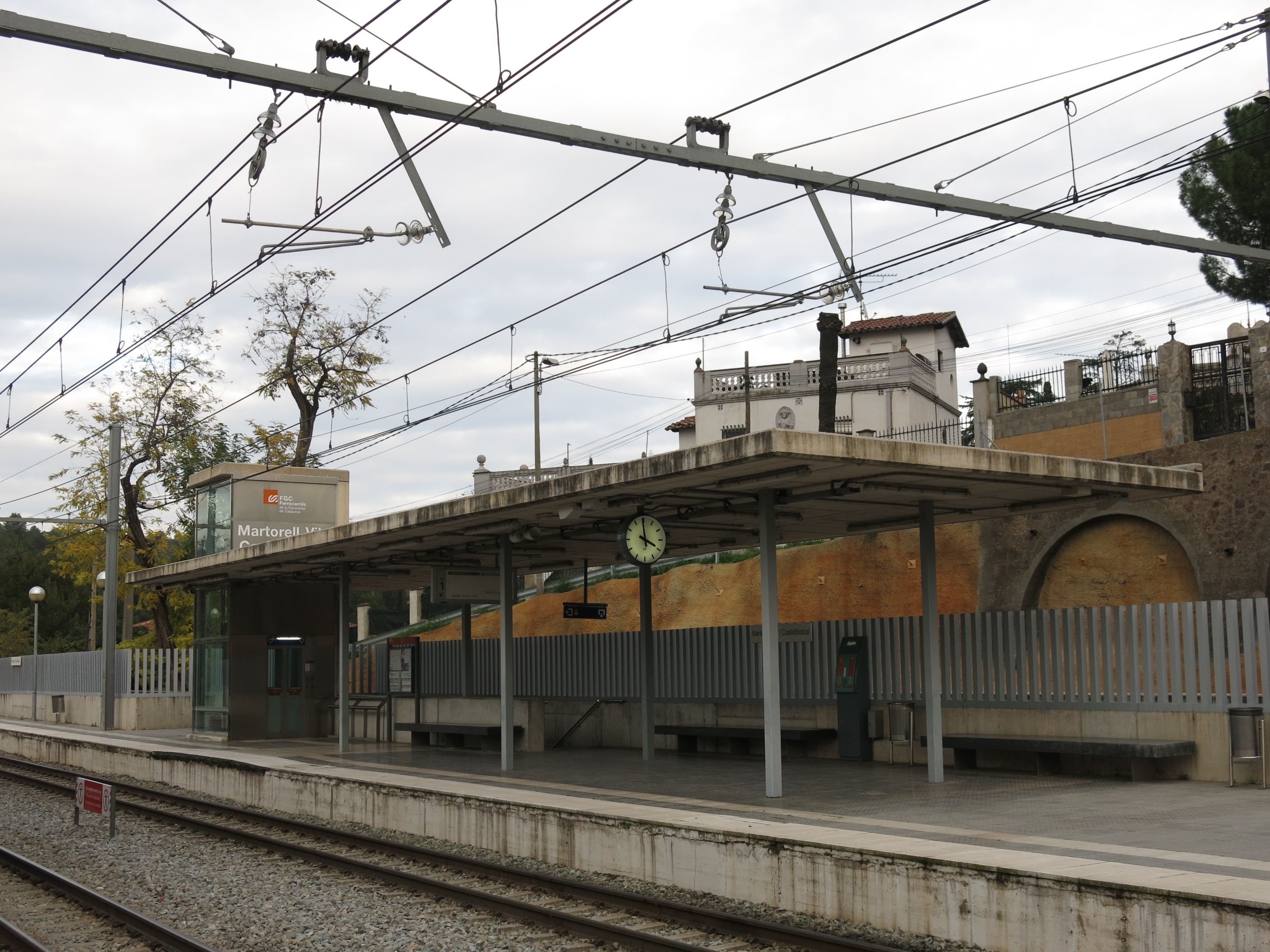
Andén sentido Martorell en 2018

## Servicios ferroviarios

### Servicios de mercancías[20]
Actualmente, FGC opera dos servicios de transporte de mercancías en esta línea:
- Transporte de potasa entre las estaciones de Suria y el Puerto de Barcelona. Circulan tres trenes diarios (mañana, tarde y noche), de lunes a viernes, formados por un máximo de 20 vagones tolva de la serie 62 000, remolcados por una locomotora de la serie 254. Con la composición máxima, tienen una longitud de 270 metros, y un peso máximo de 1 200 toneladas.

Autometro opera los siguientes servicios:
- Transporte de automóviles nuevos de SEAT entre la factoría situada en Martorell y el Puerto de Barcelona. Circulan tres trenes diarios (mañana, tarde y noche), de lunes a viernes, formados por una composición de siete vagones de la serie 65 000, remolcados por una locomotora de la serie 254. Estos trenes tienen una longitud de 400 metros, y un peso de unas 650 toneladas.

### Servicios de viajeros
Esta estación está dentro de la tarifa plana del área metropolitana de Barcelona, cualquier trayecto entre dos de los municipios de la área metropolitana de Barcelona se contará como zona 1.
El horario de la estación puede descargarse en este enlace. El esquema de líneas del ferrocarril Llobregat-Noya puede descargarse de este enlace. El plano integrado de la red ferroviaria de Barcelona puede descargarse en este otro enlace. No todos los servicios efectúan parada en la estación, pues los trenes de cercanías de las líneas R5/ R50 y R6/R60, a pesar de circular por la estación, no se detienen en la misma.
| << cabecera                  | < estación | línea            | estación >        | cabecera >>         |
| ---------------------------- | ---------- | ---------------- | ----------------- | ------------------- |
| Línea Llobregat-Anoia de FGC |            |                  |                   |                     |
| Barcelona-Plaza España       | El Palau   |                  | Martorell Central | Olesa de Montserrat |
| Barcelona-Plaza España       | El Palau   | Martorell Enlace | Martorell Central |                     |